# Granbelm
Granbelm (яп. グランベルム Гурамбэруму) — оригинальный аниме-сериал, снятый на студии Nexus в 2019 году. Анонс предстоящей картины состоялся 1 марта 2019 года. Режиссёром-постановщиком выступил Масахару Ватанабэ, известный по экранизациям «Re:Zero. Жизнь с нуля в альтернативном мире» и Wakaba Girl, сценаристом — Дзюкки Ханада. Музыкальное сопровождение было написано Кэнъитиро Суэхиро, открывающая композиция «Tsuki o Ou Mayonaka» была исполнена певицей Эйр Аои, закрывающая «Negai» — Uru. Премьера сериала состоялась 5 июля 2019 года на различных телеканалах Японии, в том числе в сетке программ Animeism.

## Сюжет
Однажды вернувшись в школу в полнолуние за забытым бэнто, ученица Мангэцу Кохината оказывается перенесена в альтернативный мир, в котором происходят непрерывные сражения между меха-роботами. Одна из пилотов этих роботов — Сингэцу Эрнеста Фуками — решает оказать Мангэцу помощь, и объясняет суть происходящего вокруг. Выясняется, что пилотов роботов призывает в этот мир каждое полнолуние ради битвы за титул «принцепса» (верховного мага), поскольку это является их обязанностью как потомков древних магов. Мангэцу, выслушав девушку, обнаруживает, что и она сама обладает необходимыми способностями и также вступает в эту войну.

## Персонажи

### Главные героини
Мангэцу Кохината (яп. 小日向 満月 Кохината Мангэцу)
Сэйю: Миюри Симабукуро
Сингэцу Эрнеста Фуками (яп. 新月 エルネスタ 深海 Сингэцу Эрунэсута Фуками)
Сэйю: Ацуми Танэдзаки
Анна Фуго (яп. アンナ・フーゴ Анна Фу:го)
Сэйю: Ёко Хикаса

## Критика
Первые серии аниме-сериала получили среднюю оценку от обозревателей интернет-портала Anime News Network, отмечавших схожесть нарратива работы и её визуальной стилистики с Mahou Shoujo Madoka Magica. Рецензент Ник Кример отметил, что всеобъемлющий взгляд на войну весьма напоминал визуальный роман Fate/stay night, а общие драматические ходы походили на WIXOSS. Другой представитель издания — Терон Мартин — подчёркивал редкую попытку сочетания в сериале двух традиционных жанров — меха и махо-сёдзё, однако раскритиковал «очень обычную концепцию», в которой «девушки сражались за какой-то приз». Критик Джеймс Беккет, также отмечая обилие клише сценария, выделил в качестве главного достоинства работы зрелищность боевых сцен между роботами, в которых напряжение подчёркивалось мелкими деталями на изображении. Ник Кример подчёркивал, в свою очередь, высокое качество боевой хореографии роботов, интересную передачу масштабности действия, плавность анимации и хорошую работу со звуком. Дополнительно Беккет похвалил сэйю Миюри Симабукуро за исполнение роли Мангэцу.
В целом, обозреватели отмечали, что, несмотря на слабую завязку сценария, хотели бы посмотреть на то, что удалось сделать на её основе режиссёру Масахару Ватанабэ, отмечая его большой успех с экранизацией «Re:Zero. Жизнь с нуля в альтернативном мире».